# 白金9人組
「白金9人組」（プラチナ 9 DISC）是日本的女子偶像組合早安少女組。的第9枚原創專輯。於2009年3月18日發行。唱片公司為zetima。

## 概要
- 與上一張翻唱專輯「COVER YOU」相距約4個月。與上一張原創專輯「SEXY 8 BEAT」相距約2年。
- 收錄第35張單曲「結橘未完」、第36張單曲「憂鬱的共鳴」和第38張單曲「或許會流淚」，而第33張單曲「悲傷的Twilight」和第34張單曲「願女人幸福」是繼精選專輯「ALL SINGLES COMPLETE 〜10th ANNIVERSARY〜」後再次收錄在原創專輯。
- 第37張單曲「胡椒警長」並未收錄在此專輯內。
- 此專輯是早安少女組。以九人形式參與演唱，四期成員吉澤瞳和六期成員藤本美貴只參與一首曲目（悲傷的Twilight）
- 八期留學生純純和琳琳加入後第一張原創專輯。
- 本作分「初回限定盤」和「CD盤」2種版本
- 「初回限定盤」收錄了單曲「或許會流淚（各成員featuring Ver.）」的PV、「或許會流淚（Live Ver.）」和「戀愛革命21（Live Ver.）」。
- 在3月30日於公信榜專輯週排行榜取得第13位。

## 收錄內容

### CD（初回限定盤・CD盤）
1. SONGS
（作詞・作曲：淳君 編曲：田中直）
2. 憂鬱的共鳴（リゾナント ブルー）
（作詞・作曲：淳君　編曲：鈴木Daichi秀行）
36th單曲
3. 在沒有雨水滋潤的星球上是無法付出愛的吧? (雨の降らない星では愛せないだろう?)
（作詞・作曲：淳君　中文詞：鄭昭仁　編曲：湯淺公一）
4. Take off is now!
（作詞・作曲：淳君 編曲：田中直）
高橋愛・新垣里沙・田中麗奈主唱
5. 或許會流淚(泣いちゃうかも)
（作詞・作曲：淳君 編曲：大久保薫）
38th單曲
6. 發現不了我魅力的 遲鈍的人（私の魅力に 気付かない鈍感な人）
（作詞・作曲：淳君 編曲：湯浅公一）
光井愛佳主唱
7. 轉來轉去JUMP（グルグルJUMP）
（作詞・作曲：淳君 編曲：大久保薫）
久住小春・純純・琳琳主唱
8. 結橘未完（みかん）
（作詞・作曲：淳君 編曲：鈴木Daichi秀行）
35th單曲
9. 熱情的吻一枚（情熱のキスを一つ）
（作詞・作曲：淳君 編曲：鈴木Daichi秀行）
高橋愛・新垣里沙・田中麗奈主唱
10. It's You
（作詞・作曲：淳君 編曲：田中直）
道重沙由美主唱
11. 願女人幸福（女に 幸あれ）
（作詞・作曲：淳君 編曲：江上浩太郎）
34th單曲・八期留學生純純・琳琳加入後第一張單曲
12. 在單戀終結時 （片思いの終わりに）
（作詞・作曲：淳君 編曲：江上浩太郎）
龜井繪里主唱
13. 悲傷的Twilight （悲しみトワイライト）
（作詞・作曲：淳君 編曲：山崎淳）
33th單曲・四期成員吉澤瞳、六期成員藤本美貴的最後一張單曲

### DVD
1. 或許會流淚（featuring 高橋愛 Ver.）
2. 或許會流淚（featuring 新垣里沙 Ver.）
3. 或許會流淚（featuring 龜井繪里 Ver.）
4. 或許會流淚（featuring 道重沙由美 Ver.）
5. 或許會流淚（featuring 田中麗奈 Ver.）
6. 或許會流淚（featuring 久住小春 Ver.）
7. 或許會流淚（featuring 光井愛佳 Ver.）
8. 或許會流淚（featuring 純純 Ver.）
9. 或許會流淚（featuring 琳琳 Ver.）
10. 或許會流淚（Live Ver.）
11. 戀愛革命21（Live Ver.）